# Walter Jaroschka
 Walter Jaroschka (* 31. Juli 1932 in Warnsdorf, Tschechoslowakei; † 23. Dezember 2008 in München) war ein deutscher Archivar und Generaldirektor der Staatlichen Archive Bayerns.

## Leben
Der Sohn eines Richters besuchte die Schule in Böhmisch-Leipa und zuletzt in Leitmeritz (1940–1945). Nach der Ausweisung aus der Tschechoslowakei kam seine Familie über die Sowjetische Besatzungszone nach Bayern, wo er das Humanistische Gymnasium in Straubing (heutiges Johannes-Turmair-Gymnasium) besuchte und 1951 das Abitur ablegte. An der Ludwig-Maximilians-Universität München begann er das Studium der Fächer Geschichte, Historische Hilfswissenschaften, klassische Philologie und Germanistik. 1953 wechselte er an die Universität Wien und wurde Mitglied des Instituts für Österreichische Geschichtsforschung, wo er bei Alfons Lhotsky 1957 mit einer Arbeit über den niederösterreichischen Theologen und Geschichtsschreiber Thomas Ebendorfer (1388–1464) promoviert wurde. Nach Absolvierung der Bayerischen Archivschule 1957 bis 1960 und Ablegung der Staatsprüfung für den höheren Archivdienst begann er seine Laufbahn als Archivar im Staatsarchiv Landshut auf der Burg Trausnitz als Archivrat. Die Bewältigung der Folgen des verheerenden Großbrandes auf der Burg im Jahre 1961, bei dem umfangreiches Archivgut vernichtet und beschädigt wurde, hatte entscheidende Auswirkungen auf seine Vorstellung einer provenienzmäßigen Zusammenführung gestörter Überlieferungen. 1966 wurde er an das Bayerische Hauptstaatsarchiv versetzt, wo ihm das Urkundenreferat übertragen wurde, in dem er die Wiederherstellung geschlossener provenienzreiner Urkundenfonds in die Wege leitete. 1973 wurde er zum Archivdirektor und Leiter der damaligen Abteilung Allgemeines Staatsarchiv des Bayerischen Hauptstaatsarchivs befördert. 1977 wurde ihm die Leitung der Staatlichen Archive Bayerns übertragen. Am 1. Februar 1978 erfolgte seine Ernennung zum Generaldirektor der Staatlichen Archive Bayerns.
Seine Amtszeit ist gekennzeichnet durch tiefgreifende Veränderungen des inneren und äußeren Zustandes der staatlichen Archive Bayerns. Schwerpunkte seiner Arbeit waren neben dem Archivrecht (Bayerisches Archivgesetz 1989, damit zusammenhängend Benützungsordnung, Aktenaussonderung, Ausstellungswesen, Archivpflege und Archivbau) vor allem die Beseitigung einer seit der Gründung einer gesamtbayerischen Archivverwaltung um die Wende vom 18. zum 19. Jahrhundert eingetretenen Fehlentwicklung bei der inneren Ordnung und Aufteilung der überlieferten Geschichtsquellen. Wichtigste Bestände ganz unterschiedlicher Provenienz (z. B. aus Altbayern, Klöstern und Hochstiften, weltlichen Territorien und Institutionen in Franken und Schwaben) waren nach dem in Bayern noch bis ins 20. Jahrhundert angewendeten Pertinenzprinzip nicht nur in einem Archiv miteinander vermischt, sondern nach diesem Grundsatz auch auf mehrere Archive aufgeteilt worden. Die moderne Wissenschaft verlangt hingegen eine die Herkunft der Geschichtsquellen respektierende Bestandsbildung und eine aus der Geschichte sich ergebende Abgrenzung der vom Schriftgutbildner überkommenden Bestände zwischen den einzelnen Archiven. Die von Jaroschka konzipierte gesamtbayerische Beständebereinung trug dieser Forderung Rechnung. Es erfolgte eine Festlegung der historischen Zuständigkeit der einzelnen Staatsarchive in den unterschiedlichen Geschichtslandschaften von Altbayern, Franken und Schwaben. Auf der Grundlage des heute allgemein gültigen Provenienzprinzips und des Grundsatzes der Unteilbarkeit überlieferter Fonds wurden ursprüngliche Überlieferungen wiederhergestellt, in einem Archiv aufgeteilte und vermischte Fondsteile wieder zusammengeführt, auf mehrere Staatsarchive aufgeteilte Bestände in einem Archiv wiedervereinigt und nach München ins Bayerische Hauptstaatsarchiv zentralisierte Archivteile (so z. B. sämtliche im Bayerischen Hauptstaatsarchiv zentralisierten Urkunden Oberpfälzer, fränkischer und schwäbischer Provenienz vom frühen Mittelalter bis zum Jahre 1400) den nunmehr zuständigen Archiven zugeteilt, wo sie mit den dort bereits vorhandenen Teilfonds vereinigt wurden. Dies hatte gewaltige Archivalienbewegungen und -verschiebungen zwischen den einzelnen Archiven zur Folge. Im Rahmen dieser Beständebereinigung hatte das Bayerische Hauptstaatsarchiv bereits im Jahr 1978 seine heutige Organisationsform erhalten. Die Maßnahmen Jaroschkas stellen die größte Um- und Neuorganisation der bayerischen Archivlandschaft und Archivtektonik seit Reichsarchivar Franz Joseph von Samet (1758–1828) und seiner Nachfolger im 19. Jahrhundert dar. Als Dozent an der Bayerischen Archivschule von 1966 bis 2008 prägte Jaroschka entscheidend das heute in Bayern gültige Berufsbild des Archivars.
1991 wurde er Honorarprofessor für Archivwissenschaft an der LMU München. Die Archive vertrat er in zahlreichen Gremien: Institut für Zeitgeschichte, Kommission für bayerische Landesgeschichte, Gesellschaft für fränkische Geschichte, Historische Kommission für die böhmischen Länder, Sudetendeutsche Akademie der Wissenschaften und Künste, Sudetendeutsches Archiv. Die Otto-Friedrich-Universität Bamberg berief ihn zum Ehrensenator. Nach seiner Pensionierung stand er von 1997 bis 2007 als Präsident an der Spitze der Sudetendeutschen Akademie der Wissenschaften und Künste.

## Auszeichnungen
- 1984 Bundesverdienstkreuz am Bande
- 1992 Bundesverdienstkreuz 1. Klasse
- 1994 Ehrenmedaille der Industrie- und Handelskammer für München und Oberbayern
- 1997 Bayerischer Verdienstorden
- 1997 Silbernes Komturkreuz des Ehrenzeichens für Verdienste um das Land Niederösterreich
- 2006 Ehrenmedaille des Innenministers der Tschechischen Republik für Verdienste um das Tschechische Archivwesen

## Schriften
- Das Rechnungssarchiv im Staatsarchiv Landshut, in: Mitteilungen für die Archivpflege in Bayern (künftig: MAB) 13 (1967), S. 3–8.
- Reichsarchivar Franz Joseph von Samet (1758–1828), in: Archive. Geschichte – Bestände – Technik. Festgabe für Bernhard Zittel (= MAB, Sonderheft 8), München 1972, S. 1–27.
- Die Stellung Schwabens innerhalb der Organisation und im Beständeaufbau der staatlichen Archive Bayerns, in: MAB 19 (1973), S. 21–34; Neubearbeitung unter dem Titel: Schwaben in Geschichte und Gegenwart der Staatlichen Archive Bayerns, München 1990.
- Beständebereinigung mit Franken, in: MAB 20 (1974), S. 2–21.
- Die Archive der Fürstentümer Pfalz-Neuburg und Pfalz-Sulzbach, in: MAB 21 (1975), S. 8–31.
- Probleme der Schriftgutüberlieferung des Deutschen Ordens, in: MAB 22 (1976), S. 3–14.
- Die Wiederherstellung historischer Provenienzen im Bayerischen Hauptstaatsarchiv, in: Der Archivar 32 (1979), S. 41–50.
- Franken in Geschichte und Gegenwart der staatlichen Archive Bayerns, in: Jahrbuch für fränkische Landesforschung 40 (1980), S. 1–8.
- Das Bayerische Hauptstaatsarchiv in München. Zur Geschichte und Struktur seiner pfälzischen Bestände, in: Karl Heinz Debus (Hrsg.): Das Landesarchiv Speyer. Festschrift zur Übergabe des Neubaus (= Veröffentlichungen der Landesarchivverwaltung Rheinland-Pfalz, 40), Landesarchivverwaltung Rheinland-Pfalz, Koblenz 1987, S. 209–216.
- Das Schicksal der Archivbestände Vorderösterreichs und ihre Überlieferung in Bayern, in: Hans Maier, Volker Press (Hrsg.): Vorderösterreich in der frühen Neuzeit, Thorbecke, Sigmaringen 1989, S. 395–419.
- Das Staatsarchiv Amberg als Landesarchiv der Oberpfalz. Grundlagen, Entwicklung, Perspektiven, in: Konrad Ackermann, Georg Girisch (Hrsg.): Gustl Lang. Leben für die Heimat, Weiden 1989, S. 96–108, ISBN 978-3-9243-5015-4.
- Grenzüberschreitende Überlieferung in den staatlichen Archiven Bayerns, in: Archivalische Zeitschrift 77 (1992), S. 35–67.
- Zentralisierung und Dezentralisierung im bayerischen Archivwesen. Voraussetzungen und Ergebnisse der Beständebereinigung, in: Hermann Bannasch (Hrsg.): Beständebildung, Beständeabgrenzung, Beständebereinigung (= Werkhefte der staatlichen Archivverwaltung Baden-Württemberg, Serie A: Landesarchivdirektion, Heft 3), Kohlhammer, Stuttgart 1993, S. 37–51.
- Die Neuorganisation des bayerischen Archivwesens in den ersten Jahrzehnten des 19. Jahrhunderts und die Einbeziehung der Pfalz; der Antagonismus von Zentralisation und Regionalisierung. Mit einem Ausblick bis zur Gegenwart, in: Volker Rödel (Hrsg.): Umbruch und Aufbruch. Das Archivwesen nach 1800 in Süddeutschland und im Rheinland (= Werkhefte der staatlichen Archivverwaltung Baden-Württemberg, Serie A, Heft 20), Kohlhammer, Stuttgart 2005, S. 199–214.